# Lajka
Lajka (russisk: Лайка) var en af flere russiske rumhunde. Den blev 3. november 1957 det første levende væsen i kredsløb om jorden som passager i Sputnik 2, et sovjetisk rumfartøj. Lajka var ikke det første dyr i rummet, andre  havde været i rummet under tidligere opsendelser, som dog ikke gik i kredsløb om jorden.
Ved opsendelsen var man godt klar over, at Lajka ville dø; rumkapslen havde hverken varmeskjold eller faldskærme, og det varede endnu nogle år, før det blev muligt at bringe rumskibe sikkert ned på jorden igen. Man havde dog regnet med, at Lajka ville overleve i flere dage, hvilket der var mad og vand nok om bord til.
Lajka døde dog af stress og overophedning nogle timer efter opsendelsen, sandsynligvis på grund af en fejl ved temperatursystemet om bord. Den virkelige årsag til Lajkas død blev ikke offentliggjort før mange år senere. Nogle tidligere sovjetiske videnskabsfolk har siden udtrykt beklagelse over Lajkas skæbne.
Trentemøllers musikvideo til sangen "Moan" er en hyldest til Lajka.